# 1710 Gothard
1710 Gothard (1941 UF) là một tiểu hành tinh vành đai chính được phát hiện ngày 20 tháng 10 năm 1941 bởi György Kulin ở Budapest.